# 第一次世界大戰中陣亡的蘇格蘭橄欖球運動員列表
本列表列出第一次世界大戰中被殺害的蘇格蘭橄欖球運動員。每列順序爲名稱、逝世日期及逝世時歲數。

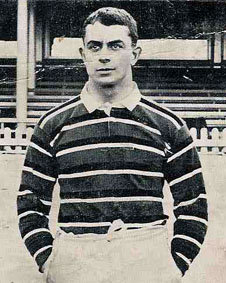
大衛·貝德爾-西弗萊特

- 塞西爾·阿伯克比，1916年5月31日，30歲。
- 大衛·麥克拉倫·巴，1915年6月3日，24歲。
- 大衛·貝德爾-西弗萊特，1915年9月5日，35歲。
- 帕特里克·布萊爾，1915年7月6日，24歲。
- 約翰·阿貢泰·坎貝爾， 1917年12月1日，40歲。
- 威廉·坎貝爾·查爾赫，1915年6月28日，32歲。
- 沃爾特·邁克爾·狄克森，1915年9月26日，30歲。
- 約翰·杜斯，1915年9月31日 [來源請求]，40歲。
- 沃爾特·托瑞·福雷斯特，1917年4月19日，36歲。
- 羅蘭德·福瑞澤，1916年7月1日，26歲。
- 威廉·艾爾芬斯通，1918年8月30日，25歲。
- James Young Milne Henderson，1917年7月31日，26歲。
- 戴夫·霍伊，1916年1月19日，27歲。
- 詹姆斯·休根，1914年9月16日，25歲。
- 威廉·瑞姆賽·赫奇森，1918年3月22日, 29歲。
- 喬治·A·W·拉蒙德，1918年2月25日，39歲。
- 埃里克·米爾羅，1916年7月18日，28歲。
- 湯瑪斯·阿圖·尼爾森，1917年4月9日，40歲。
- 詹姆斯·皮爾森，1915年5月22日，26歲。
- 劉易斯·羅伯遜，1914年11月3日，31歲。
- 詹姆斯·羅斯，1914年10月31日，34歲。
- 安德魯·羅斯，1916年4月6日，36歲。
- 隆納·西姆森，1914年9月14日，24歲。
- 斯蒂芬·史坦，1917年9月8日，28歲。
- 沃爾特·蘇瑟蘭，1918年10月4日，27歲。
- 弗雷德里克·哈定·特納，1915年1月10日，26歲。
- 阿爾伯特·盧維安·韋德，1917年4月28日，32歲。
- 威廉·密頓·華萊士，1915年8月22日，22歲。
- 約翰·喬治·威爾，1917年3月25日，24歲。
- 約翰·史金納·威爾森，1916年5月31日，32歲。
- 埃里克·坦伯頓·楊，1915年6月28日，23歲。